# Ernestine Yolande van Ligne

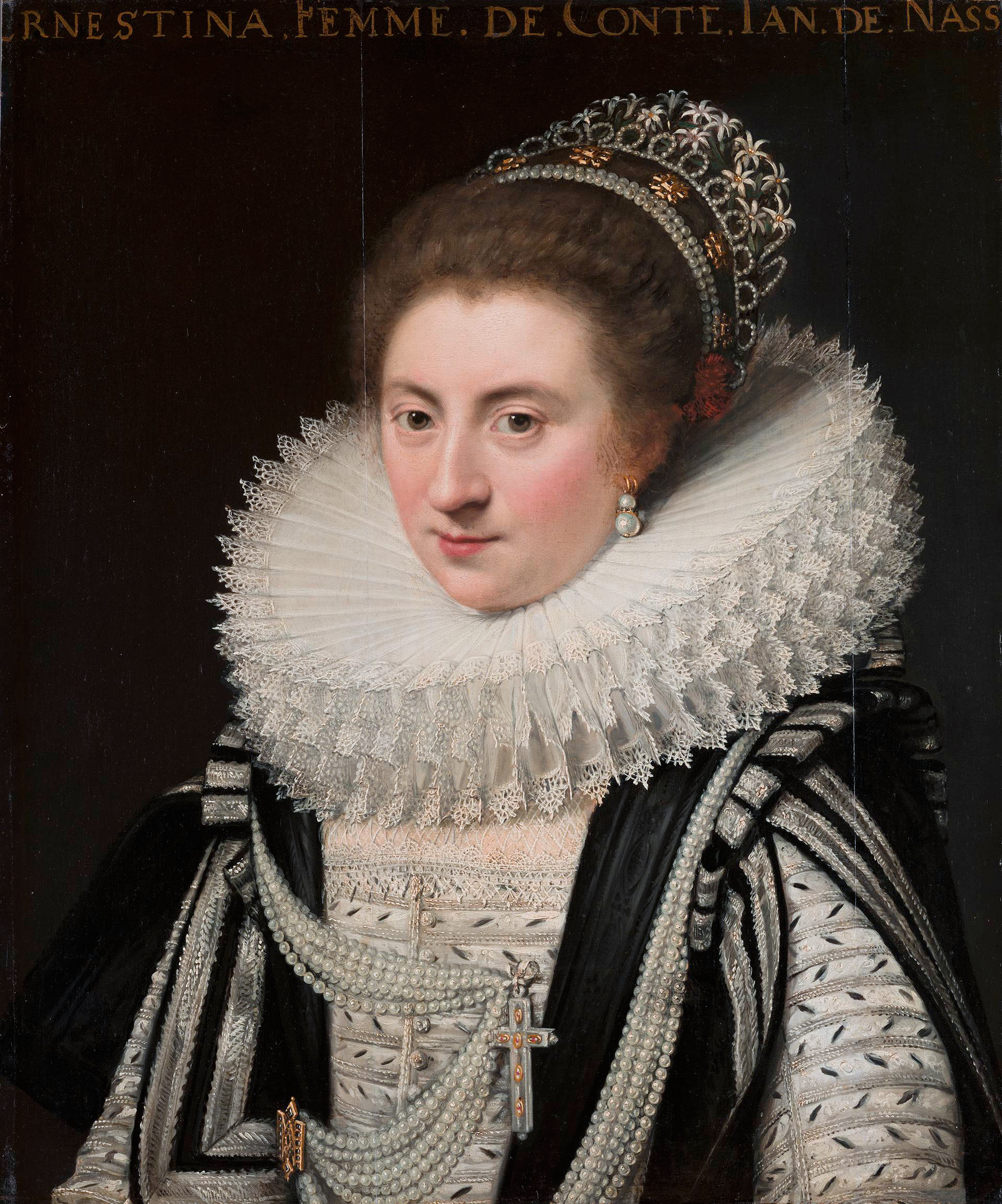
Portret van Ernestine van Ligne door Jan Antonisz. van Ravesteyn, Mauritshuis, Den Haag

Ernestine Yolande van Ligne prinses van Amblise (Ronse, 2 november 1594 - Ronse, 4 januari 1663) werd geboren als dochter van Lamoraal van Ligne en Anna Maria van Melun en bracht haar jeugd door in de Spaanse Nederlanden op het kasteel van Beloeil.
Op 13 augustus 1618 trouwde zij met Jan VIII. Hun huwelijk was kinderrijk en was een zegen voor de katholieke tak van het huis Nassau-Siegen. Zij kregen de volgende kinderen:
- Maria (1619-1620)

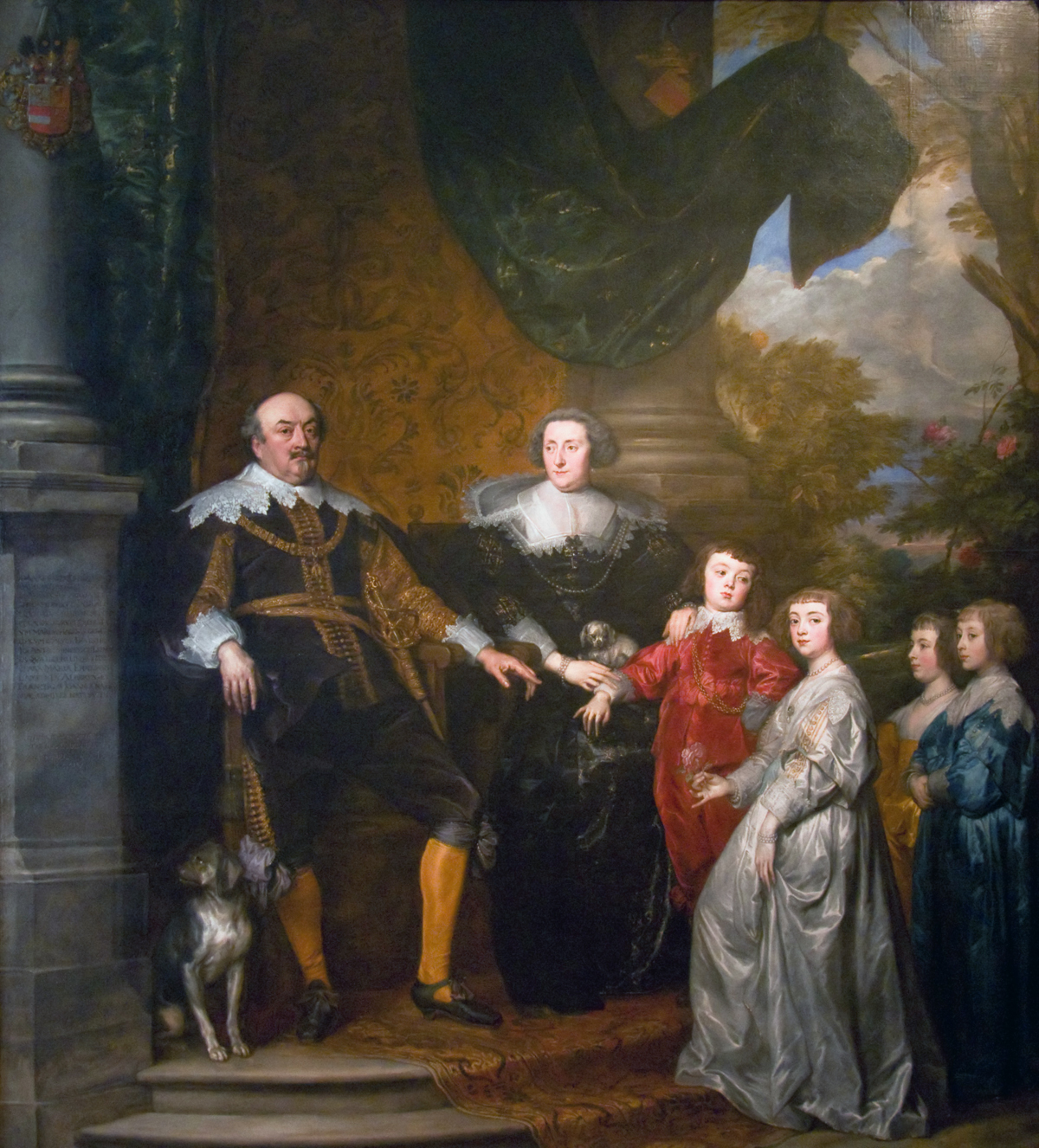
Familie van Nassau-Siegen in 1634 door Antoon van Dyck

- bij geboorte gestorven dochter (1620)
- Clara Maria (Brussel, 1621 - Belœil, 1695) en gehuwd in 1634 te Brussel met prins Hendrik van Ligne (+ 1642) en in 1642 met prins Claude Antoing van Ligne (+ 1679)
- Ernestine Charlotte (1623-1668), gehuwd in 1650 te Brussel met prins Maurits Hendrik van Nassau-Hadamar (+ 1679)
- Lamberta Alberta Gabrielle Ursula (1625-1635)
- Johan Frans Desideratus (Nozeroy, 1627 - Roermond, 1699), vorst van Nassau-Siegen

Het familieportret, geschilderd door Van Dyck in 1634, toont Jan van Nassau en zijn gezin. Dit doek hing toentertijd in de linkerantichambre van het kasteel van Ronse en is vandaag de dag een topstuk in de Cowper Collectie in Firle, samengesteld door George van Nassau Cowper, de derde Earl Cowper, die het doek had geërfd van Henry de Nassau d'Auverquerque, de eerste Earl of Grantham.
Yolande stichtte in Leuven het miniemenklooster in 1639; in 1656 startte het effectief.
Haar zoon Johan Frans Desideratus, wiens heerschappij werd gekenmerkt door wanbeheer en schulden, stond tot zijn meerderjarigheid onder de voogdij van zijn moeder. Het was Ernestine Yolande de Ligne die na de pestepidemie van 1635-1636 in Ronse de kapel van Onze-Lieve-Vrouw Wittentak liet bouwen.
Ernestine Yolande van Ligne verbleef tot aan haar dood in 1663 op het kasteel van Ronse, dat haar man liet bouwen en in die periode bekendstond als een van de mooiste kastelen van de Nederlanden. Zij werd begraven in de Kathedraal van Sint-Michiel en Sint-Goedele in Brussel.
- Gemeinsame Normdatei: 128647590
- Virtual International Authority File: 28128983
- WorldCat: E39PBJxGRt4GXGtXfBckDt48YP